# Малаба (Кенія)
Малаба (англ. Malaba) — місто на крайньому південному заході Кенії, розділене державним кордоном з Угандою. Кенійська частина знаходиться на лівому березі річки Малаба (басейн Білого Нілу), угандійське місто Малаба — на правому. Розташований на схід від Уганди міста Тороро, на північ від міста Бусіа, на захід від міст Ельдорет і Бунгома, за 438 км на північний захід від Найробі, на висоті 1180 метрів над рівнем моря.
У місті Малаба знаходиться пункт пропуску через державний кордон на шляху Найробі — Кампала, один з двох основних пунктів пропуску через державний кордон між Угандою і Кенією, поряд з Бусіа. Шлях є частиною так званого Північного коридору , транспортної мережі, що проходить через країни Східно-африканського співтовариства: Руанду, Бурунді, Уганду та Кенію до порту Момбаса на узбережжі Індійського океану. Місто Малаба перетинає стара Угандійська залізниця метрової колії і автомобільна дорога, частиною якої є дорога Найробі - Малаба  (A104). У місті Малаба знаходиться залізнична станція. На зміну угандійській залізниці побудована паралельно їй Кенійська залізниця європейської колії і будується  Угандійська залізниця європейської колії .